# Paulina Biernacka
Paulina Biernacka (z Cieplików, secundo voto Goldman, działała w latach 1827–1851) – polska aktorka teatralna, dyrektorka teatrów prowincjonalnych.

## Kariera aktorska
W 1827 r. wraz z obiema siostrami rozpoczęła pracę w teatrze krakowskim, z którym współpracowała do 1833 r. Następnie występowała m.in.: w zespole Feliksa Stobińskiego (1835–1839), krakowskim zespole Tomasza Andrzeja Chełchowskiego (1842), Zygmunta Anczyca (1843), Jana Biernackiego (1846) i w zespole Feliksa Pietrzykowskiego w Łodzi (1847). Na scenie używała także imienia Balbina. Wystąpiła m.in. w rolach: Feliksa (Jest temu lat szesnaście), Roksolana (Soliman II) i Justyny (Łukasz spod Łukowa). Po drugim zamążpójściu (ok. 1851 r.) opuściła scenę.

## Zarządzanie zespołami teatralnymi
Będąc wdową kierowała samodzielnie zespołem występującym w Siedlcach, Lublinie, Zamościu i Radomiu (1849–1850). Na krótko zawarła spółkę z Józefem Barańskim.

## Życie prywatne
Była córką muzyka Karola Cieplika i Marii z Ilińskich. Jej siostrami były: Agnieszka Stobińska i Franciszka Sadowska (również aktorki teatralne). Wyszła za mąż za aktora i przedsiębiorcę teatralnego Jana Biernackiego. Ich córka Malwina Biernacka również występowała w teatrze. Jej drugim mężem był nieznany z imienia archiwista z Piotrkowa.